# 星斑犁齿鳚
星斑犁齿鳚（学名：Entomacrodus stellifer），又稱星斑間頸鬚䲁，是輻鰭魚綱鳚形目鳚科犁齒䲁屬一种，分布于太平洋西北部的日本、台灣海域。本种由美国学者大卫·斯塔尔·乔丹和约翰·奥特拜因·斯奈德于1902年描述发表。种加词源自本种的身体上密布的白色斑点和短线。體長可達11公分。